# Buchholz in der Nordheide
Buchholz in der Nordheide là một thị xã ở huyện Harburg, bang Niedersachsen, Đức. Đô thị này có diện tích 74,62 km². Đô thị này có cự ly khoảng25 km về phía tây nam của Hamburg.
Đô thị này có các làng Steinbeck, Dibbersen, Seppensen, Holm-Seppensen, Sprötze và Trelde.

## Kết nghĩa
Buchholz kết nghĩa với Canteleu ở Pháp (huyện Rouen), Wolow ở Ba Lan và Järvenpää ở Phần Lan.